# De derde leugen
De derde leugen (oorspronkelijke titel: Le Troisième Mensonge) is de derde roman van Ágota Kristóf, een uit Hongarije afkomstige Franstalige Zwitserse schrijfster. Het boek verscheen in 1991. Ook De derde leugen is vertaald in een groot aantal talen. 

## Beschrijving
Deze roman wordt wel beschouwd als het derde deel van de zogenoemde Tweelingentrilogie. In De derde leugen heeft Ágota Kristóf minder autobiografische gegevens verwerkt dan in de voorgaande romans Het dikke schrift en Het bewijs. Het thema is: "Hoe zou het zijn geweest, als ik een succesvol schrijver zou zijn geweest?" 
De derde leugen heeft twee duidelijk verschillende delen, maar er worden verder geen hoofdstukken onderscheiden. Er zijn door witregels goed herkenbare episoden van één alinea tot meer dan een pagina lang. Er zijn twee ik-vertellers. In Deel 1 is Claus, die verderop in de tekst toegeeft Lucas te zijn, de ik-verteller, hoofdpersoon en focalisator. Dit is het deel, waar de hoofdpersoon Claus zich zonder leugens rekenschap probeert te geven van zijn leven. De ambassade waar Claus verblijft en het personeel zouden een kliniek met verplegers kunnen zijn. Uiteindelijk blijkt de waarheid te pijnlijk, en gaat het verhaal over in Deel 2, waarin Claus zijn aantekeningen geeft aan Klaus, die deze af moet maken. Klaus is de ik-verteller, hoofdpersoon en focalisator. In dit laatste deel wordt een nieuwe variant van het "fictieve" leven van de hoofdpersoon gegeven. Klaus is een maatschappelijk geslaagd dichter/schrijver, maar gelukkig is hij niet. Klaus heeft volgens de tekst uiteindelijk het hele verhaal herschreven.

## Personages
De belangrijkste personages zijn:
- Ik (hoofdpersoon)

- Antonia, moeder van Sarah
- Boekhandelaarster, mw. B.
- Broer
- Claus T, eigenlijk Lucas
- Grootmoeder
- Kind (Claus)
- Klaus T., dichter
- Lucas
- Moeder
- ouders van tweeling
- Sarah, halfzus
- Vader

## Het verhaal

### Deel 1
Claus zit in de gevangenis omdat zijn papieren niet in orde zijn: zijn visum is niet meer geldig, en Claus heeft schulden gemaakt. Claus weet sinds een jaar dat hij een ernstige ziekte heeft: volgens zijn dokter is het waarschijnlijk angina pectoris.
Claus herinnert zich nog nauwkeurig het lijden in het ziekenhuis, waar hij een groot deel van zijn jeugd doorbracht. Claus heeft 5 jaar doorgebracht in het ziekenhuis en het revalidatiecentrum, waar hij droomde van het volmaakte geluk in het witte huis, waar mijn moeder zong en mijn vader hout hakte. Een non bracht Claus met de trein naar een oude boerenvrouw, die Claus later geleerd heeft 'grootmoeder' te noemen; zij noemde hem 'tevengebroed'.
Claus heeft een toeristenvisum voor zijn geboorteland, geld voor een paar maanden en een voorraad medicijnen. Zijn beste vriend Peter N., die zich over hem ontfermd heeft in zijn jeugd, is twee jaar geleden overleden. Peters vrouw Clara, ooit Claus eerste minnares, heeft enige tijd geleden zelfmoord gepleegd.
Claus bezoekt samen met een vreemde het centrum. Hier herkent hij de afgetakelde notenboom en de kamer waar hij dagen opgesloten heeft gezeten. Een jonge vrouw zegt dat alles is gebombardeerd, maar dat het centrum weer helemaal herbouwd is.

Ik probeer ware geschiedenissen te schrijven, maar op een bepaald ogenblik wordt de geschiedenis onverdraaglijk, juist door de waarheid, en dan ben ik gedwongen er iets aan te veranderen. Ik zeg haar dat ik probeer mijn geschiedenis te vertellen maar dat ik het niet kan, ik heb er de moed niet voor, het doet me te veel pijn. Dus maak ik alles mooier en beschrijf ik de dingen niet zoals ze gebeurd zijn, maar zoals ik had gewild dat ze gebeurd waren.
— Claus in: Ágota Kristóf, De derde leugen

Claus heeft er als kind vaak van gedroomd in het blauwe huis, de boekwinkel te wonen aan het Grote Plein. Claus heeft in die stad alleen maar in het bouwvallige huisje van 'grootmoeder' gewoond, ver van het centrum, aan de rand van de stad, bij de grens. Claus moest bij grootmoeder de hele dag werken; om geld te verdienen moest Claus in de stad muziek maken, dingen verkopen en diensten verlenen; ze dachten dat Claus doofstom was. Claus had niet genoeg geld voor het papier, de schriften, de gummetjes en potloden in de boekhandel op het Grote Plein; daarom ging Claus bagage dragen voor reizigers. Claus kocht een dik schrift, waarin hij zijn eerste leugens opschreef.
Een paar maanden na Grootmoeders dood, toen Claus 15 jaar was, kwamen een grenswacht en twee mensen van de gemeente, die zeiden dat Claus het huis moest verlaten. Claus was bang om naar een huis te gaan waar voor hem gezorgd zou worden, waar hij gered zou worden. Claus moest daarvandaan.
Claus ontmoette bij het station een Vreemdeling die de grens over wilde. Claus vertelde de vreemdeling dat hij bij de grens aan de rand van de stad woonde, dat zijn grootmoeder was overleden en dat hij niet wist of zijn ouders dood waren. De vreemdeling sneuvelde bij het overgaan van de grens. Claus ging de grens over en hem overkwam niets.
Claus laat zijn visum in de buurstad steeds een maand verlengen. Claus heeft geen geld meer en gaat harmonica spelen. Hij wil niet terug want hij moet hier in deze stad sterven.
Claus viert zijn verjaardag (30 oktober) in de kroeg waar hij op zijn harmonica speelt, en veel te drinken aangeboden krijgt. Claus vertelt iedereen dat hij zijn broer zoekt, met wie hij tot zijn vijftiende in deze stad bij grootmoeder heeft gewoond. Dat is een leugen: hij verbeeldde zich een tweelingbroer om de eenzaamheid te kunnen dragen. De politieagent vraagt in de kroeg naar het paspoort van Claus, waarvan het visum verlopen is.
Een politieofficier zegt Claus dat hij gerepatrieerd zal worden, maar Claus wil niet vertrekken, omdat hij zijn broer moet terugvinden. De Politieofficier geeft Claus zijn manuscript terug en zegt dat alles fictie is, en zijn broer heeft er niets mee te maken. Zijn broer heeft misschien wel nooit bestaan. De Politieofficier zegt dat hij niet denkt dat Claus gek is, maar dat hij de werkelijkheid verwart met zijn literatuur. Claus is teruggekomen omdat hij hier wilde sterven.
Het kind ging de grens over in de voetsporen van de gesneuvelde man. Het kind werd gevonden door grenssoldaten, die hem naar een dorp brachten en hem toevertrouwden aan de zorgen van een vrouw. Het kind zette in de vragenlijst dat hij Claus T. heette en dat hij 18 jaar was. Hij vertelde dat hij klein is gebleven, dat zijn vader wilde vluchten, dat zijn moeder is omgekomen bij een bombardement, en dat hij daarna bij zij grootmoeder heeft gewoond. Peter N. werd de voogd van Claus totdat hij na een jaar zou beslissen of hij ging studeren of werken. Het kind wilde niet studeren maar met rust gelaten worden om te schrijven.
Al eerder in Grootmoeders huis heeft hij vijf schriften vol geschreven met leugens, geschiedenissen die niet waar zijn maar het zouden kunnen zijn.
In het ziekenhuis zegt de hartspecialist Claus dat zijn hart perfect in orde is en dat de pijnen worden veroorzaakt door angst en ongerustheid. Claus krijgt kalmeringsmiddelen tegen zijn depressie, maar hij wil niet meer lang leven.
De ambassade heeft de broer van Claus gezocht en gevonden met dezelfde naam: Klaus T. Deze schrijft gedichten onder het pseudoniem Klaus Lucas. Hij heeft de naam mensenhater te zijn, die nooit in het openbaar verschijnt. Claus bezoekt het huis van Klaus T. Claus kent het vanaf de weg niet-zichtbare deel van het huis, hij weet het gebruik van de kamers en hij heeft er jeugdherinneringen aan.

### Deel 2
Klaus wordt 's avonds, als moeder al naar bed is, opgebeld door zijn broer Lucas T. Klaus zeg dat hij niet wil worden lastiggevallen en dat hij geen broer heeft, maar Lucas zegt dat hij nog leeft. Klaus moet zich en zijn moeder verdedigen, tot elke prijs moet Klaus Lucas buiten zijn leven houden en Lucas verhinderen de schrikwekkende wonde weer open te maken. Lucas bezoekt Klaus en laat zijn manuscripten bij hem achter, opdat hij ze later afmaakt.
Klaus zegt dat hij geluk heeft gehad. Hij is maar een paar maanden in een weeshuis geweest. Hij was heel gelukkig in het gezin, dat hem heeft opgenomen. Later is Klaus getrouwd met het oudste meisje, Sarah. Ze hebben 2 kinderen gekregen en kleinkinderen.
Ze waren altijd met z'n vieren: vader, moeder en de tweeling, moeder zong altijd, vader typte tot diep in de nacht. De tweeling was 4 jaar oud. Vader zei moeder dat hij ging samenwonen met een andere vrouw, en dat ze een kind verwachtte. Moeder schoot meerdere keren met vaders revolver. Vader lag op de grond. Lucas viel ook. Klaus rende de straat op.
Antonia wilde Klaus in huis nemen, want ze kende de familie. Klaus zei dat hij Klaus was en niet Lucas. Antonia zei dat vader dood was, moeder in een ziekenhuis was en Lucas in S. bij de grens is in een revalidatiecentrum omdat hij getroffen was door een verdwaalde kogel. Antonia zei dat moeder vader heeft gedood en dat Lucas bij zijn ruggengraat geraakt is door een verdwaalde kogel. Hij was maandenlang in coma, en leek blijvend invalide. Antonia zei dat moeder in deze stad was, in een psychiatrische inrichting. Klaus zei dat het allemaal is gebeurd door de schuld van Antonia: zonder haar zou zijn vader niet dood zijn, zou zijn moeder niet gek zijn geworden, zou zijn broer niet invalide zijn en zou Klaus niet eenzaam zijn.
Het oorlogsfront naderde en de vriend van Antonia kwam de tweeling met een auto ophalen om weg te gaan. Antonia zei, dat we met de trein naar haar ouders gaan, maar eerst stoppen we in S. om Lucas op te halen.
Als Klaus groot is wil hij met Sarah trouwen. Hij kan ten minste met haar samenwonen als hij van de wet niet met haar mag trouwen. Klaus denk dat hij geen andere meisjes ontmoet met wie hij zou willen trouwen. Sarah, het meisje van zeven jaar is zijn eerste liefde. Hij zal geen andere hebben.
De moeder zegt dat haar zoontje Lucas nooit meer terugkomt, omdat zij hem heeft gedood. Ze zegt dat ze er geen spijt van heeft, dat ze vader heeft gedood. Ze had ook de vrouw willen doden, voor wie de vader haar heeft verlaten. Het is haar schuld dat ze Lucas heeft verwond, niet de hare.
Antonia zegt dat Sarah Klaus moet vergeten en hij haar, en dat ze niet van elkaar kunnen houden zoals we dat deden omdat ze broer en zus zijn. Klaus zeg dat het niets uitmaakt dat hij en Sarah broer en zus zijn want ze dragen verschillende namen en niemand zal het weten.
Als Klaus 14 is en van school gaat, krijgt hij een plaats als zettersgezel bij de krant. Klaus werkt van 10 uur 's avonds tot 6 uur 's ochtends. Als Klaus 17 is wordt hij zetter en verdient hij goed. Klaus schrijft 's nachts, hij zet en drukt zijn teksten, ondertekend met het pseudoniem "Klaus Lucas" ter herinnering aan zijn dode of vermiste broer.
Sarah wil met Klaus over hen beiden praten, maar Klaus zegt dat het geen zin heeft. Klaus is Sarah niet vergeten, maar het dient tot niets dat ze elkaar nog zien. Klaus ontvangt een trouwkaart van Sarah. Het adres is op 'De Rozenheuvel', de chicste buurt van de stad. Klaus ziet Sarah niet weer terug.
Klaus spreekt in gedachten met Lucas. Klaus zeg dat hij, als hij dood is, van de tweeling het beste af is.

Ik zeg hem dat het leven van een volstrekte nutteloosheid is, het is zinloosheid, waanzin, lijden zonder einde, het bedenksel van een antigod wiens boosaardigheid alle begrip te boven gaat.
— Klaus in: Ágota Kristóf, De derde leugen

De directeur van de drukkerij ontdekt gedichten van Klaus, die hij onder het pseudoniem Klaus Lucas heeft gedrukt. De directeur mag de gedichten van Klaus publiceren als hij er in gelooft, en als hij Klaus adres en naam aan niemand doorgeeft.
Lucas is bij Klaus geweest. Klaus is bezig zijn onvoltooide manuscript af te maken.
Lucas heeft voor Klaus een zelfmoordbrief geschreven, waarin hij vraagt naast hun Ouders begraven te worden. Lucas wordt begraven naast vader. Klaus heeft een boeket witte en een boeket rode anjers. Het kruis draagt zijn naam in de verkeerde spelling.